# 小行星7176
小行星7176（英語：7176 Kuniji）是一颗围绕太阳公转的小行星。1992年9月23日，圓舘金、渡邊和郎在北见发现了此天体。
这颗小行星的绝对星等为173.6499582841607等。